# CV-828
La CV-828 es la carretera competencia de la Diputación de Alicante que inicia su recorrido en Alicante y finaliza en la entrada a San Vicente del Raspeig en la Ronda Urbana San Vicente-San Juan (CV-821).

## Situación
Esta carretera une las áreas urbanas de Alicante con San Vicente del Raspeig. Existiendo en casi todo su recorrido edificaciones colindantes. Esta carretera posee una longitud aproximada de 6 km, con una calzada de 4 carriles (2 para cada sentido de la marcha) separados por una mediana. La anchura de la plataforma es de unos 15 metros, entendiendo por plataforma la zona de la
carretera ocupada por la calzada, los arcenes (exteriores e interiores) y las bermas. El perfil longitudinal de la carretera CV-828 presenta en todo su recorrido una pendiente inferior al 2%.
Sobre este vial discurre la Línea 2 del TRAM (San Vicente del Raspeig-Alicante).
- Carril Bici: Se está llevando a cabo las obras de un carril bici[1] que conectará San Vicente del Raspeig con el Bulevar Norte, en Alicante. Estas otras transforman la sección tipo de la calzada que, tras la finalización de las obras, será de dos calzadas por sentido con una mediana de separación, un carril bici de 2,50 metros de anchura, adosado a la calzada del Centro Comercial San Vicente, una acera de 3 metros de anchura y una doble vía tranviaria de 8 metros de anchura. El carril bici tendrá una longitud de 2.500 metros y será bidireccional. Estará adosado a la acera del lado de la universidad, con un pequeño resalto sobre la calzada actual.

La Autovía de Circunvalación de Alicante (A-70) cruza esta carretera a través de un puente elevado.
Esta carretera se trata de uno de los principales viales de acceso a ambas ciudades situándose en el p.k. 4+400 una de las entradas de la Universidad de Alicante.
En el recorrido de esta carretera encontramos cerca el Archivo Municipal de la Diputación Provincial de Alicante, el Centro Comercial San Vicente, el barrio Santa Isabel de San Vicente del Raspeig, Helados Alacant o la Universidad de Alicante.

## Nuevas obras
La inclusión de un carril bici, que conectará San Vicente con el Bulevar Norte en Alicante, pasa por reducir ligeramente la calzada de circulación de los vehículos, que quedará con carriles de 3,25 metros, para lo que va a desplazarse la mediana de la carretera. Esta misma operación se hizo ya en el primer tramo de la calle Alicante.
La sección tipo de la calzada, tras la finalización de las obras, será de dos de ellas por sentido con una mediana de separación, un carril bici de 2,50 metros de anchura, adosado a la calzada del centro comercial, una acera de 3 metros de anchura y una doble vía tranviaria de 8 metros de anchura. El carril bici tendrá una longitud de 2.500 metros y es bidireccional. Estará adosado a la acera del lado de la universidad, con un pequeño resalto sobre la calzada actual.